# Öykü Karayel
Öykü Karayel, es una actriz turca conocida por haber interpretado a Cemre Çayak en la serie Kuzey Güney y a Dilruba Sultan en la serie Muhteşem Yüzyıl Kösem.

## Biografía
Tiene una hermana gemela Ezgi Karayel.
Estudió en el instituto de secundaria para chicas de Çemberlitas, en Estambul.
En 2018 se casó con el cantante Can Bonomo, que representó a Turquía en el Festival de Eurovisión de 2012.

## Carrera
En 2011 se unió al elenco de la serie turca Kuzey Güney donde dio vida a Cemre Çayak, hasta el final de la serie en el 2013.
En el 2016 se unió al elenco de la popular serie turca Muhteşem Yüzyıl Kösem donde interpretó a Dilruba Sultan, la hija de Halime Valide Sultan (Aslıhan Gürbüz) y hermana mayor del Sultán Mustafa I (Boran Kuzum/Alihan Türkdemir), hasta ese mismo año después de que su personaje fuera asesinado. La actriz Melisa İlayda Özcanik interpretó a Dilruba de niña.

## Filmografía
| Año       | Título                | Personaje    | Nota                |
| --------- | --------------------- | ------------ | ------------------- |
| 2011-2013 | Kuzey Güney           | Cemre Çayak  | Serie de televisión |
| 2015      | Kara Para Aşk         | İpek         | Serie de televisión |
| 2015      | Bulantı               | Aslı         | Película            |
| 2016      | Toz                   | Azra         | Película            |
| 2016      | Muhteşem Yüzyıl Kösem | Dilruba      | Serie de televisión |
| 2017      | İşe Yarar Bir Şey     | Canan        | Película            |
| 2017-2018 | Kalp Atışı            | Eylül Erdem  | Serie de televisión |
| 2018-2019 | Muhteşem İkili        | Yağmur Bulut | Serie de televisión |

### Teatro
| Año  | Obra                       | Personaje    | Notas |
| ---- | -------------------------- | ------------ | ----- |
| 2013 | Katil Joe                  | Dottie Smith | -     |
| 2010 | Güzel Şeyler Bizim Tarafta | Ayşe         | -     |